# UTC+5:30

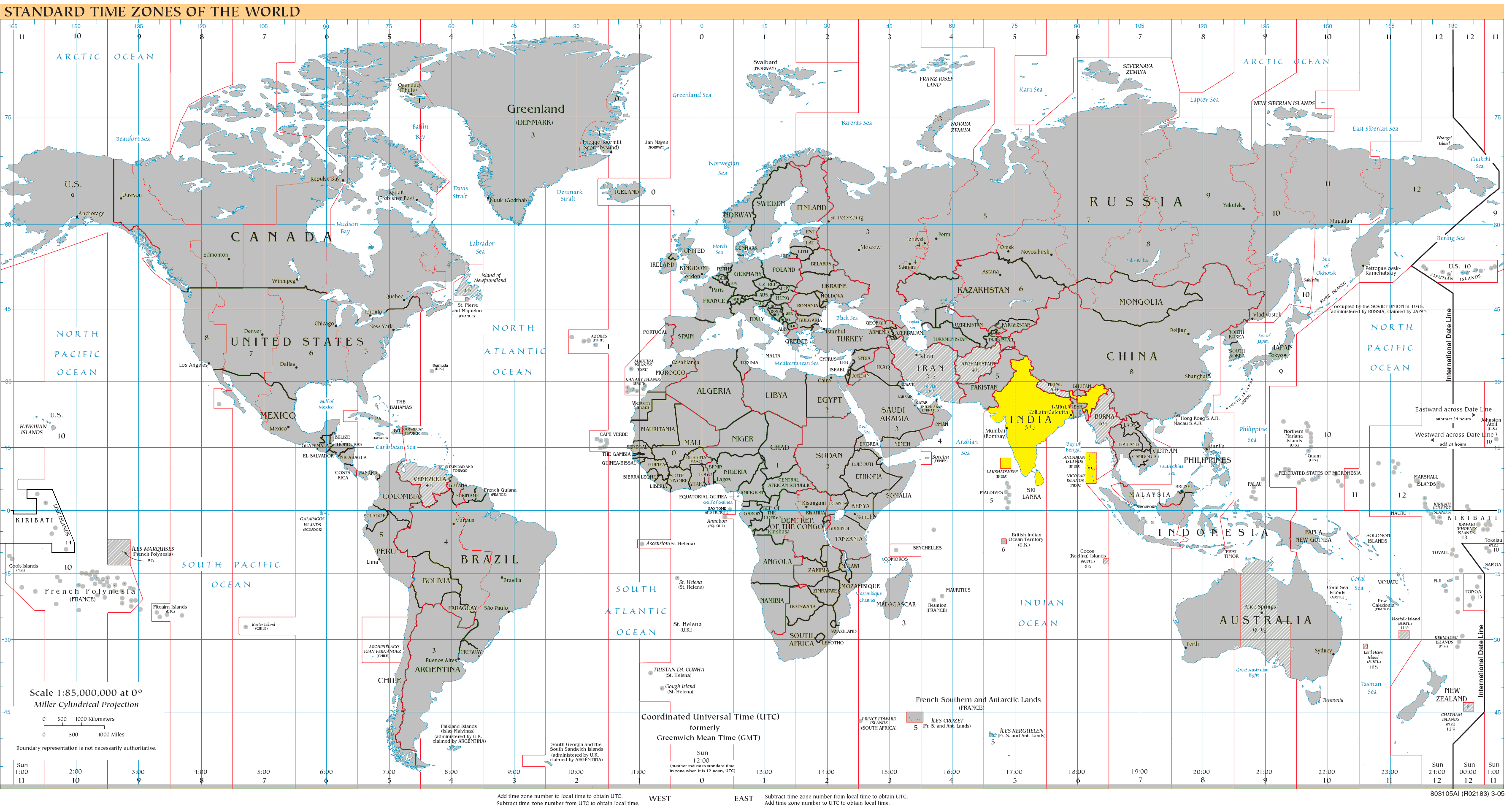
UTC+5:30: 青-12月前後に適用、橙-6月前後に適用、黄-通年適用、水色-海域

UTC+5:30とは、協定世界時を5時間30分進ませた標準時である。
インドやスリランカで採用されている。

## 該当地域
- インド
- スリランカ